# Stéphane Grappelli
Stéphane Grappelli (París, 26 de enero de 1908-ibídem, 1 de diciembre de 1997) fue un músico francés; uno de los más grandes violinistas de jazz del siglo XX. Creó junto con Django Reinhardt el Quinteto del Hot Club de Francia.

## Biografía
De padre italiano y madre francesa, a la edad de 4 años queda huérfano de madre. A los 12 años comienza a tocar el violín en las calles para llevar dinero a casa. En 1923 -a los 15 años- empieza su carrera profesional como violinista y pianista en los cines acompañando a las películas mudas.
En 1934 funda el Quinteto del Hot Club de Francia con el guitarrista Django Reinhardt. Al estallar la Segunda Guerra Mundial se encuentran de gira en Inglaterra; Django vuelve enseguida a Francia, pero Grappelli decide quedarse en Londres. Cuando se reencuentran en 1946, tocan y graban espontáneamente La Marsellesa rebautizada Ecos de Francia (Echoes of France). Esta grabación se convertirá en un escándalo y la matriz será destruida. 
Después de tocar con Reinhardt -lo que da nacimiento a lo que ahora se llama "Gypsy jazz"- Grappelli graba más de un centenar de discos con grandes músicos, especialmente con Oscar Peterson, Jean-Luc Ponty, Philip Catherine, Paul Simon, David Grisman e incluso con Yehudi Menuhin, el grupo de rock progresivo Pink Floyd o con el violinista indio Lakshminarayana Subramaniam.
Es también el compositor e intérprete de piezas originales de la banda sonora del film Les Valseuses (Los Rompepelotas) de Bertrand Blier en 1974, y de la música de Milou en mayo, film de Louis Malle de 1989. Fue condecorado como Caballero de la Legión de Honor. 
Falleció el 1 de diciembre de 1997 a la edad de ochenta y nueve años.

## Discografía
- Souvenirs. with The Quintet of the Hot Club of France. Decca.

1. Improvisations (Paris, 1956)
2. Djangoly: Django Reinhardt the gypsy genius (1936 to 1940)
3. Stephane Grappelli and Django Reinhart the Gold Edition (1934 to 1937, copyright 1998)
4. Stephane Grappelli 1992 Live (1992, Verve)
5. Stephane Grappelli in Tokyo (1991, A & M records)
6. Just One Of Those Things (1984, EMI Studios)
7. Stephane Grappelli Live at the Blue Note (1996, Telarc Jazz)
8. Bill Coleman with Django and Stephane Grappelli 1936 to 1938 (released 1985, DRG Records)
9. Fascinating Rhythm (1986, Jazz Life)
10. Parisian Thoroughfare (1997, Laserlight)
11. Martin Taylor Reunion (1993, Linn Records)
12. The Intimate Grappelli (1988, Jazz Life)
13. Jazz Masters (20+-year compilation, 1994, Verve)
14. Michelle Legrand (1992, Verve)
15. Oscar Peterson Skol (1979, released 1990 Pablo)
16. Homage To Django (1972, released 1976 Classic Jazz)
17. Bach to the Beatles (1991, Academy Sound)
18. Stephane Grappelli Plays Jerome Kern(1987, GRP)
19. How Can You Miss, with Louis Bellson and Phil Woods (1989, Rushmore)
20. Crazy Rhythm (1996/2000, Pulse)
21. Young Django (1979, MPS)
22. Live in San Francisco (1986, Blackhawk)
23. 85 and Still Swinging (1993, Angel)
24. Vintage 1981 (1981, Concord)
25. Jean-Luc Ponty Violin Summit (1989, Jazz Life)
26. Martin Taylor: We've Got The World on a String (1984, EMI)
27. Stuff Smith: Violins No End (1984, Pablo)
28. Sonny Lester Collection (1980, LRC)
29. Stephane Grappelli and Joe Venuti: Venupelli Blues (1979, Affinity)
30. Shades of Django (1975, MPS)
31. Afternoon in Paris (1971, MPS)
32. Live at Carnegie Hall (1978, Signature)
33. Jazz 'Round Midnight (1989, Verve)
34. Unique Piano Session Paris 1955 (1955, Jazz Anthology)
35. Stephane Grappelli and Cordes (1977, Musidisc)
36. Satin Doll (1975, Vanguard)
37. Manoir de Mes Reves (1972, Musidisc)
38. Grappelli Plays George Gershwin (1984, Musidisc)
39. Stephane Grappelli (PYE)
40. Stephane Grappelli - i got rhythm! (1974 Black Lion Records) with Diz Disley, Denny Wright and Len Skeat recorded at the Queen Elizabeth Hall,
41. London, 5th November, 1973
42. Diz Disley Live at Carnegie Hall (1983, Dr Jazz)
43. The Rock Peter and the Wolf (1976 RSO Records) (2007 CD Verdant Records) with Jack Lancaster, Phil Collins, Brian Eno, Gary Brooker, Gary Moore, Alvin Lee. Manfred Mann etc.

### Colaboraciones

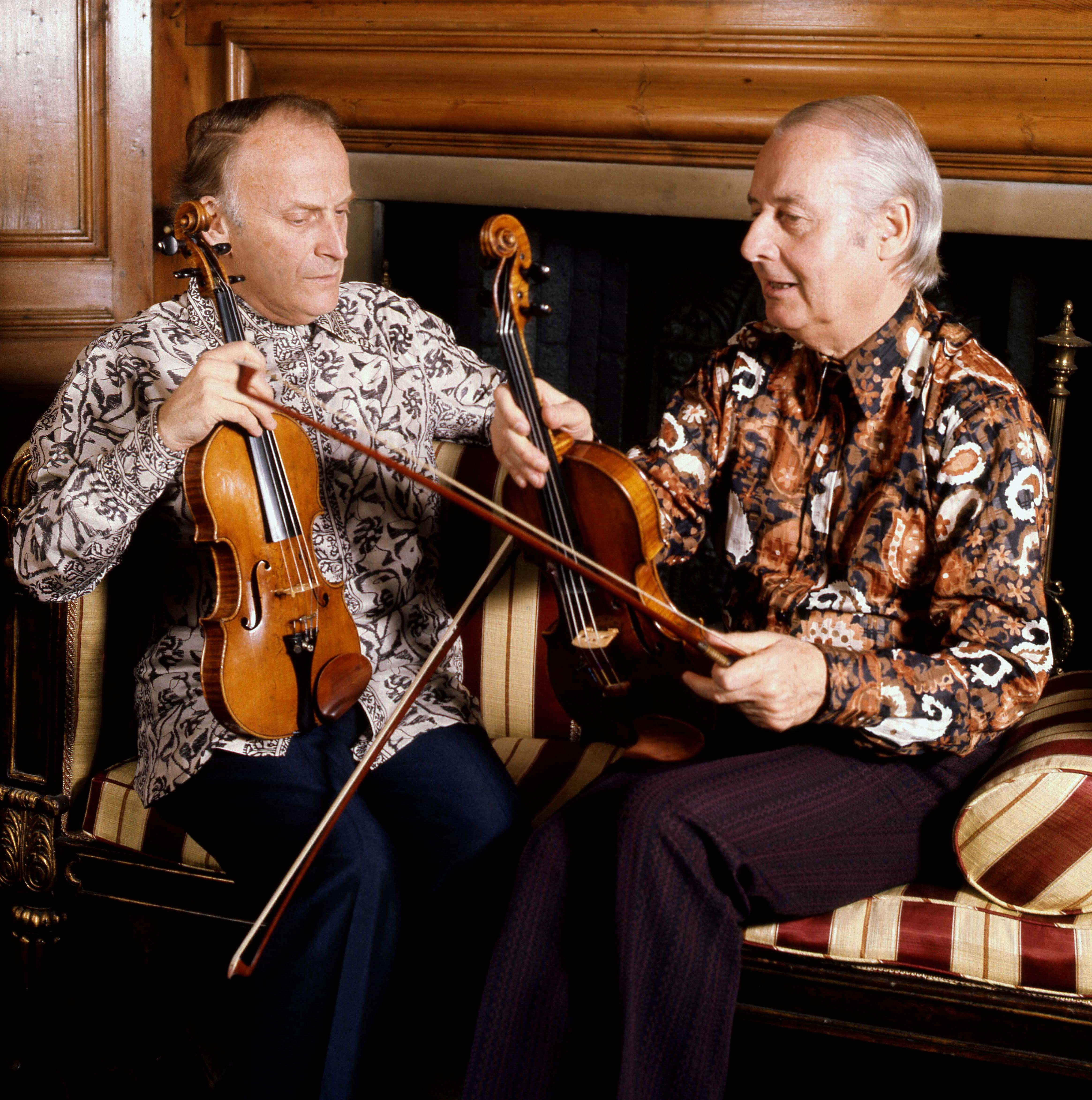
Yehudi Menuhin y Stéphane Grappelli.

1. Stephane Grappelli and Claude Bolling: First Class (1992, Milan)
2. Stephane Grappelli and Gary Burton: Paris Encounter (1972, Atlantic)
3. Stephane Grappelli and Hubert Clavecin: Dansez Sur Vos Souvenirs (Musidisc)
4. Stephane Grappelli and David Grisman Live (1981, Warner Brothers)
5. Stephane Grappelli and Barney Kessel: Remember Django (1969, Black Lion)
6. Stephane Grappelli and Barney Kessel: Limehouse Blues (1972, Black Lion)
7. Stephane Grappelli and Yo Yo Ma: Anything Goes (1989)
8. Menuhin and Grappelli Play Berlin, Kern, Porter and Rodgers & Hart (1973 to 1985, EMI)
9. Stephane Grappelli and Yehudi Menuhin: Jalousie (1975, EMI)
10. Stephane Grappelli and Helen Merrill (1986, Music Makers)
11. Stephane Grappelli and Oscar Peterson (1973, Musicdisc)
12. Stephane Grappelli and Jean-Luc Ponty: Compact Jazz (1988, MPS)
13. Stephane Grappelli and The George Shearing Trio: The Reunion (1977, MPS)
14. Stephane Grappelli and Martial Solal (1980, MPO)
15. Stephane Grappelli and Martial Solal: Olympia 1988 (1988, Atlantic)
16. Stephane Grappelli with Marc Fosset Stephanova (Concord Jazz, 1983)
17. Stephane Grappelli and Dr. L. Subramaniam: Conversations (1992, Milestone)
18. Stephane Grappelli and Toots Thielemans: Bringing it Together (1984, Cymekob)
19. Stephane Grappelli and McCoy Tyner; One on One (1990, Milestone)
20. Stephane Grappelli and Joe Venuti: Best of Jazz Violins (1989, LRC)
21. Violin Summit: Stephane Grappelli, Stuff Smith, Svend Asmussen, Jean-Luc Ponty (1967, Polygram)
22. Stéphane Grappelli and Baden Powell: La Grande Reunion (1974, Accord)
23. Stephane Grapellli and Paul Simon "Paul Simon" (9) 1972 Hobo's Blues (Columbia 1972)
24. Stephane Grappelli and Earl Hines: Stephane Grappelli meets Earl Hines
25. Stephane Grappelli and Michel Petrucciani: "Flamingo" (Dreyfus 1996)